# اتحادیه بین‌المللی معلولین
اتحادیه بین‌المللی معلولیت (به انگلیسی: International Refugee Assistance Project) که در سال ۱۹۹۹ تأسیس شد، یک سازمان چتری است که بر بهبود آگاهی و حقوق افراد دارای معلولیت در سراسر جهان تمرکز دارد. این اتحادیه با سازمان‌های غیردولتی، سازمان‌های فراملی مانند سازمان ملل متحد و همچنین دولت‌های ایالتی همکاری می‌کند تا قوانینی وضع کند، برنامه‌های معلولیت را در کشورهای در حال توسعه و صنعتی تأمین مالی کند و از افراد دارای معلولیت در سراسر جهان حمایت کند. اتحادیه بین‌المللی معلولیت همکاری بسیار نزدیکی با سازمان ملل متحد دارد و به ویژه از کنوانسیون حقوق افراد دارای معلولیت سازمان ملل متحد به عنوان آیین‌نامه رفتاری خود استفاده می‌کند.
در ۷ ژوئن ۲۰۱۳، اتحادیه بین‌المللی معلولیت به صورت قانونی ثبت شد و به عنوان یک نهاد، وضعیت حقوقی پیدا کرد. این بدان معناست که این اتحادیه قدرت بیشتری در توانایی خود برای مذاکره در مورد شرایط بهتر برای افراد دارای معلولیت دارد.

## رهبری
اتحادیه بین‌المللی معلولیت توسط اعضای کامل خود و از طریق هیئت مدیره اداره می‌شود که متشکل از نمایندگان هر یک از اعضای کامل آن است. همه اعضای این اتحادیه سازمان‌هایی هستند که اکثریت آنها توسط افراد دارای معلولیت و خانواده‌هایشان رهبری و تشکیل می‌شوند. فعالیت‌های روزمره این اتحاد توسط دبیرخانه، متشکل از چهارده نفر، مستقر در نیویورک و ژنو، انجام می‌شود که بر دستور کار نظارت و هدایت می‌کند. رهبر این دبیرخانه، مدیر اجرایی آن، ولادیمیر چاک است. طبق گفته لینکدین، چاک دارای مدرک کارشناسی ارشد در مطالعات معلولیت است و پیش از این سمت مدیر دبیرخانه اتحادیه بین‌المللی معلولیت در نیویورک را بر عهده داشته است.
ولادیمیر چاک به‌طور گسترده در مأموریت سازمان ملل متحد برای اجرای بهتر شیوه‌هایی که زندگی افراد دارای معلولیت را بهبود می‌بخشد، مشارکت داشته است. چاک در سخنرانی خود در سازمان ملل متحد، مشکلات مربوط به نحوه طبقه‌بندی افراد دارای معلولیت توسط سازمان ملل متحد را مطرح کرد و نگران بود که این امر به کشورها این امکان را بدهد که از اجرای اصلاحات جدید پیروی نکنند. او می‌گوید: «اگر نتوانیم توصیه‌های واضحی ارائه دهیم، کشورهای عضو بهانه‌ای برای عدم تفکیک داده‌ها دارند؛ بنابراین برای ما این یک پرچم قرمز است و ما به شدت نگران هستیم که شاهد این اختلافات در سیستم سازمان ملل هستیم.»
چاک همچنین در جلسه‌ای از کمیته بین‌المللی صلیب سرخ شرکت کرد که در آن برای کشورها لابی کرد تا اقداماتی را برای مراقبت از افراد دارای معلولیت در هنگام بلایای طبیعی و بحران‌های بشردوستانه انجام دهند. چاک گفت: «در کشورهای ثروتمند و فقیر، گزارش‌هایی دریافت می‌کنیم مبنی بر اینکه افراد دارای معلولیت آخرین کسانی هستند که به آنها رسیدگی می‌شود و آخرین کسانی هستند که نجات می‌یابند. این امر منجر به تعداد نامتناسب قابل توجهی از مرگ و میر افراد دارای معلولیت می‌شود.»

## مأموریت
کمیته حفاظت از حقوق معلولین سازمان ملل متحد چارچوبی در مورد نحوه برخورد کشورها با افراد دارای معلولیت ایجاد کرده است. هدف اتحادیه بین‌المللی معلولیت اجرای این قوانین به صورت کشور به کشور است. این اتحادیه در نامه‌ای به دفتر کمیساریای عالی حقوق بشر سازمان ملل متحد، مأموریت خود را به وضوح بیان کرد: «نوزادان دارای معلولیت در مناطق مختلف جهان به دلیل عدم توانایی یا تمایل خانواده برای مراقبت از کودکی که به عنوان یک بار تلقی می‌شود، به قتل می‌رسند.»
مأموریت اتحادیه بین‌المللی معلولیت تغییر نحوه نگرش مردم به افراد دارای معلولیت است. در بسیاری از نقاط جهان، افراد دارای معلولیت به عنوان افراد دارای معلولیت ناقص یا به تعبیر این اتحادیه یک بار تلقی می‌شوند. اتحادیه بین‌المللی معلولیت از طریق ابتکار عمل ۲۰۳۰ خود امیدوار است خدمات جدیدی را برای دستیابی به این از بین بردن انگ تا سال ۲۰۳۰ راه‌اندازی و اجرا کند.
اتحادیه بین‌المللی معلولیت در تلاش است تا به سازمان ملل متحد در اجرای اهداف توسعه پایدار خود کمک کند، که چارچوبی از استانداردهایی را ارائه می‌دهد که کشورها باید از آنها پیروی کنند. این اتحادیه به ویژه به هدف شماره ۸ علاقه‌مند است که به‌طور خاص به افراد دارای معلولیت اشاره می‌کند که توانایی تبدیل شدن به اعضای مؤثر جامعه را دارند.

## حمایت
اتحادیه بین‌المللی معلولیت به همراه سازمان‌های عضو خود، شورای حقوق بشر سازمان ملل متحد را لابی کردند تا از رفتار منصفانه با زنان و کودکان دارای معلولیت حمایت کنند. این پیشنهاد به کمیته حقوق کودک سازمان ملل متحد و کمیته رفع تبعیض علیه زنان و رویه‌های مضر ارائه شد. این کمیته بر رفتار منصفانه با زنان تمرکز دارد؛ با این حال، اتحادیه بین‌المللی معلولیت این موضوع را گسترش داد تا زنان دارای معلولیت را نیز شامل شود زیرا این جمعیت به ویژه آسیب‌پذیر هستند. این پیشنهاد، چندین رویه را که آنها مایل به لغو آنها هستند، مانند تجاوز به زنان دارای معلولیت و سقط جنین اجباری کودکانی که معلول خواهند شد، تشریح می‌کند.
در سال ۲۰۱۸، اتحادیه بین‌المللی معلولیت با همکاری کنوانسیون حقوق افراد دارای ناتوانی، یک مقاله موضع‌گیری نوشت که بر چگونگی نیاز کشورها به تغییر رویه‌های تأمین مالی خود برای اسکان بهتر افراد دارای معلولیت تمرکز داشت. این مباحث شامل تغییر متن قوانین برای اطمینان از حق دسترسی افراد دارای معلولیت به برنامه‌های اجتماعی است. در بسیاری از کشورهای توسعه‌یافته، هیچ شهروندی از دسترسی به برنامه‌های اجتماعی مانند رفاه محروم نیست، اما در کشورهای توسعه نیافته این حق وجود ندارد.

## پروژه‌های جاری
از طریق فدراسیون جهانی ناشنوایان، اتحادیه بین‌المللی معلولیت از دولت فنلاند بودجه دریافت می‌کند تا منابعی را برای ناشنوایان در الجزایر، لیبی، موریتانی، مراکش و تونس فراهم کند.
سازمان عضو سازمان جهانی سندروم داون در حال کار بر روی ایجاد یک پروتکل بین‌المللی سلامت قلب برای افراد مبتلا به سندرم داون است. این امر به پزشکان در سراسر جهان مجموعه‌ای از دستورالعمل‌ها در مورد نحوه برخورد با افراد مبتلا به سندرم داون را ارائه می‌دهد.
سازمان عضو شمول بین‌المللی در پرونده دادگاه رومانی (استویان مقابل رومانی) مداخله شخص ثالثی را ثبت کرده است تا از شمول بیشتر در سیستم مدارس رومانی حمایت کند.
اتحادیه بین‌المللی معلولین به همراه بریتانیا قصد دارند یک اجلاس جهانی با حضور رهبران و مشاغل جهان برگزار کنند تا آرمان حقوق افراد دارای معلولیت را پیش ببرند.
در ژانویه ۲۰۱۸، اتحادیه بین‌المللی معلولین با سایر مدافعان معلولیت دیدار کرد و مطالعات موردی افراد دارای معلولیت در کشورهای مختلف جهان را ارائه داد. آنها این کار را هم برای برجسته کردن کاستی‌ها در نحوه برخورد کشورها با مسائل شمول و هم برای برجسته کردن رشد در مواردی که تغییرات خوبی رخ داده است، انجام دادند.

## سازمان‌های عضو
- سازمان بین‌المللی سندرم داون (DSI)
- سازمان بین‌المللی شمول (II)
- فدراسیون بین‌المللی افراد کم‌شنوا (IFHOH)
- فدراسیون بین‌المللی اسپینا بیفیدا و هیدروسفالی (IF)
- اتحادیه جهانی نابینایان (WBU)
- فدراسیون جهانی ناشنوایان (WFD)
- فدراسیون جهانی نابینایان ناشنوا (WFDB)
- شبکه جهانی کاربران و بازماندگان روان‌پزشکی (WNUSP)

سازمان‌های عضو منطقه‌ای:
- انجمن معلولین آفریقا (ADF)
- سازمان عربی معلولین (AODP)
- انجمن معلولین اروپا (EDF)
- شبکه آمریکای لاتین سازمان‌های غیردولتی افراد دارای معلولیت و خانواده‌های آنها (RIADIS)
- انجمن معلولین اقیانوس آرام (PDF)

اتحادیه بین‌المللی معلولین با همکاری نهادهای سازمان ملل متحد در زمینه اطلاع‌رسانی به اداره عملیات صلح در مورد وضعیت حقوق افراد دارای معلولیت، بر اساس جدیدترین مشاهدات و مطابق با امضاکنندگان معاهده، فعالیت می‌کند.